# Kanał Odra-Dunaj-Łaba

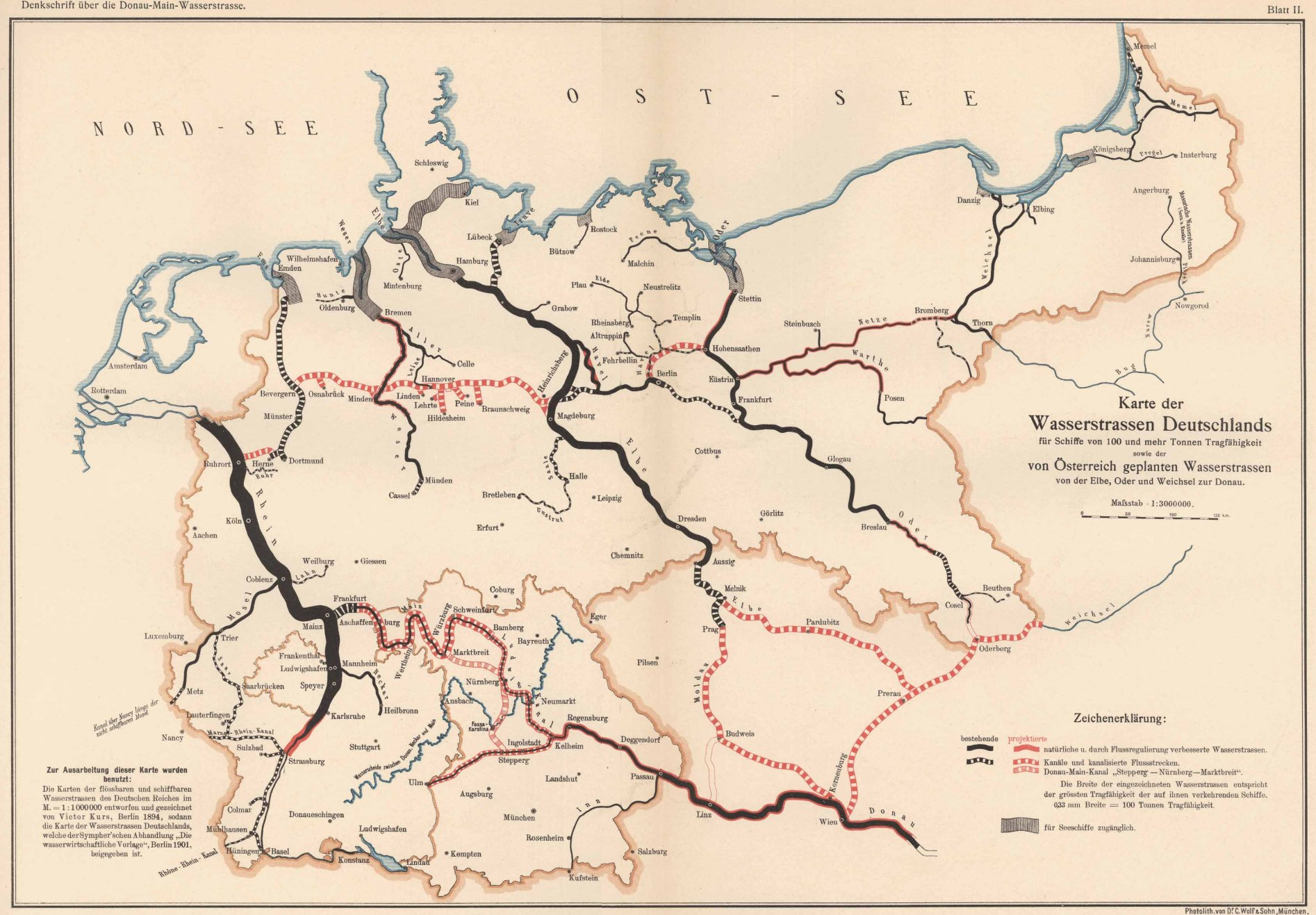
Istniejące i planowane drogi wodne Cesarstwa Niemieckiego i Austro-Węgier w 1903 roku

Kanał Odra – Dunaj – Łaba, oficjalna nazwa Wodny korytarz Dunaj – Odra – Łaba – planowany kanał wodny mający połączyć rzeki Odrę, Dunaj i Łabę. Ma mieć około 550 km i przebiegać przez trzy państwa – Polskę, Czechy oraz Austrię lub Słowację.
Wodny korytarz w ciągu Odra – Dunaj ma się rozpoczynać w okolicach Gliwic, gdzie będzie się łączył z kanałem Gliwickim, a kończyć w okolicach Wiednia lub Bratysławy. W rejonie Przerowa ma odchodzić nitka prowadząca do Łaby. Koncepcja budowy wodnego korytarza Odra – Dunaj – Łaba bądź Odra – Dunaj istnieje już od lat, dotąd jednak nie udało się doprowadzić do jej realizacji. W 2010 r. wzmożono wysiłki zwłaszcza czeskich władz zmierzające ku budowie.
Budowa wodnego korytarza D–O–L ma być ogromnym przedsięwzięciem. Szacuje się, że jej koszty wyniosą 8 mld euro. Ewentualna dotacja mogłaby wynieść nawet do 80–90% kosztów realizacji całej inwestycji.

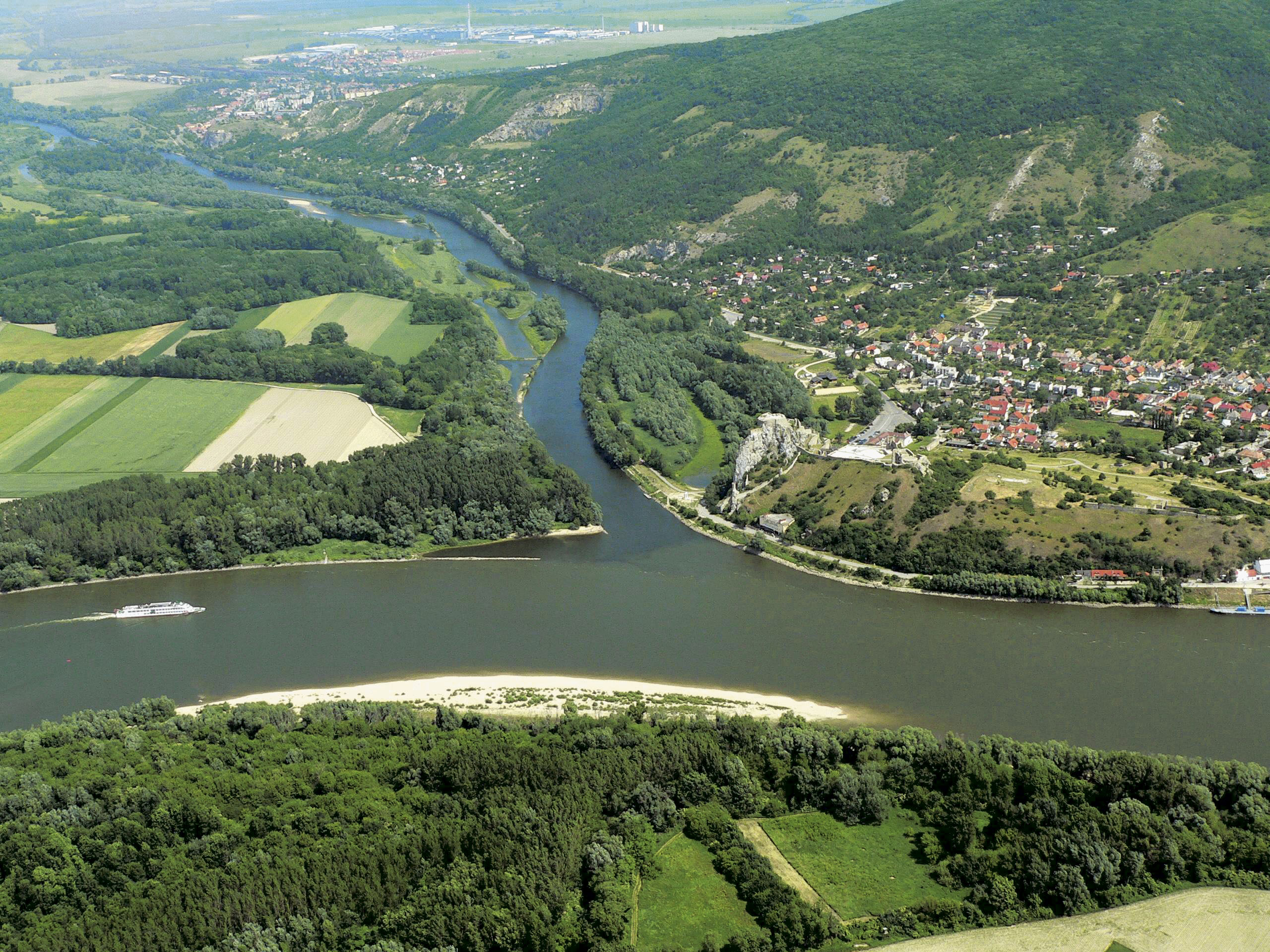
Ujście Morawy do Dunaju w Bratysławie, możliwy początek D-O-L
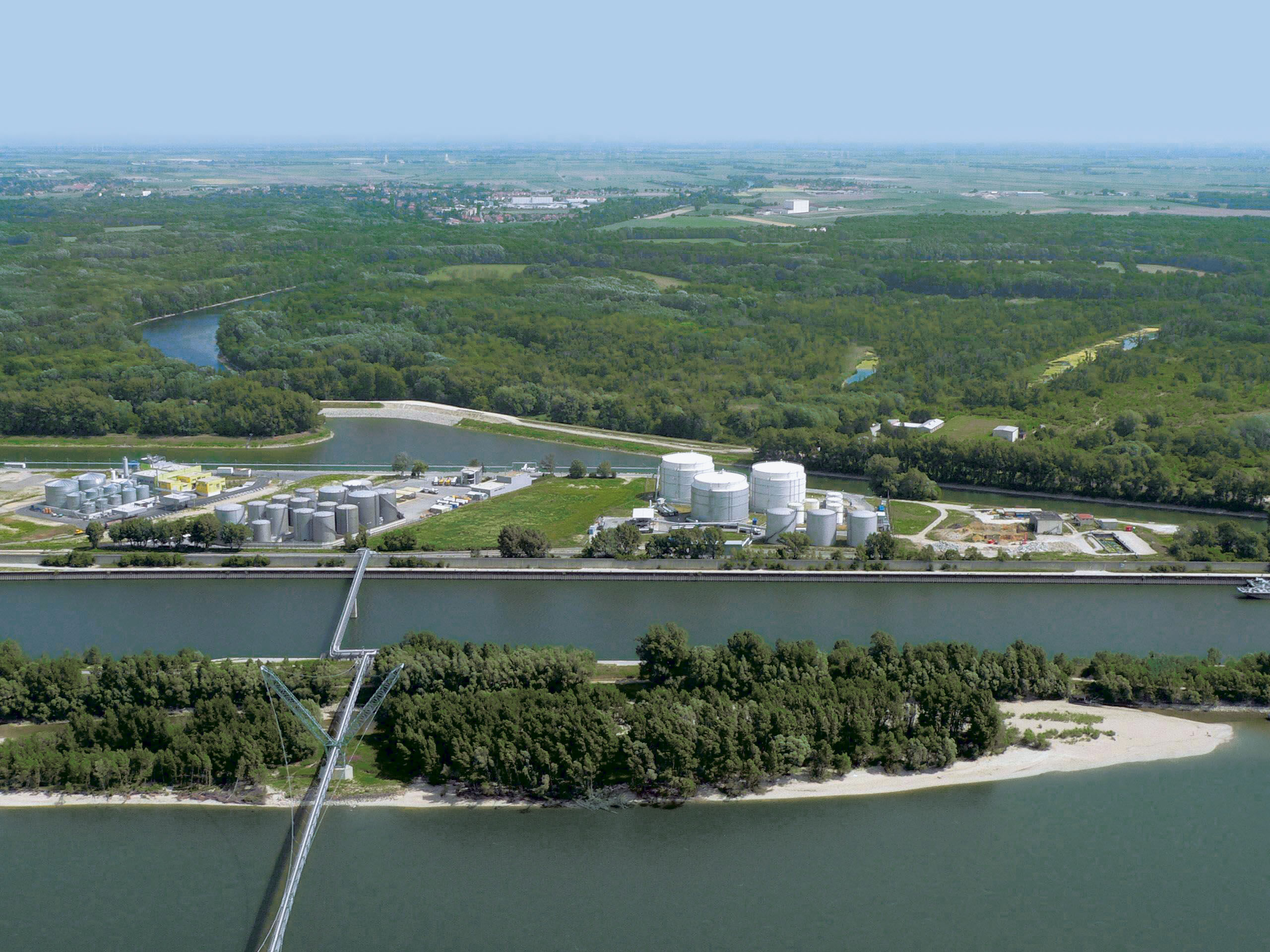
Możliwy początek D-O-L w Lobau w Austrii
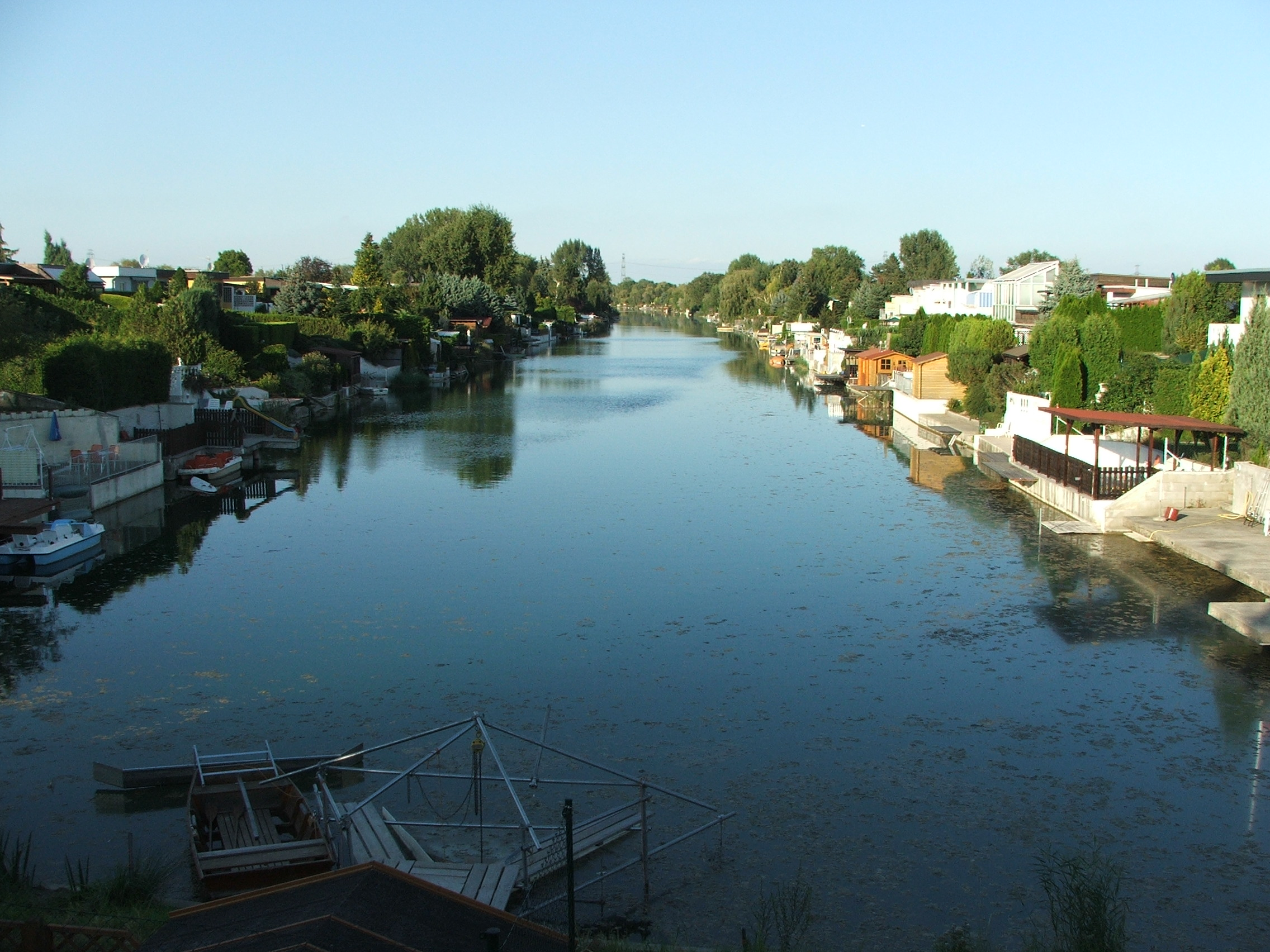
Kanał Odra – Dunaj niedaleko Wiednia wybudowany w latach 1939–1943
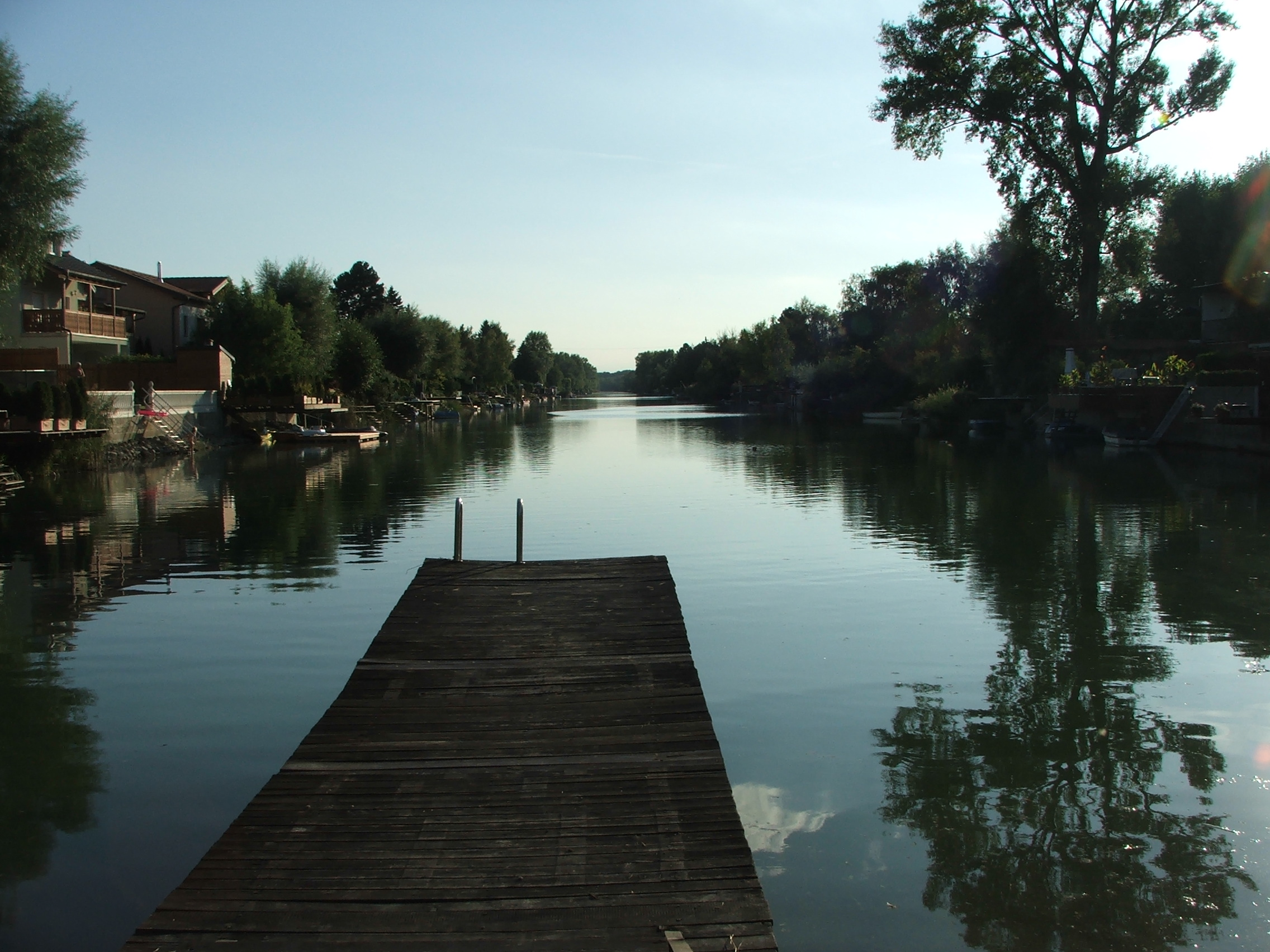
Kanał Odra – Dunaj niedaleko Wiednia wybudowany w latach 1939–1943
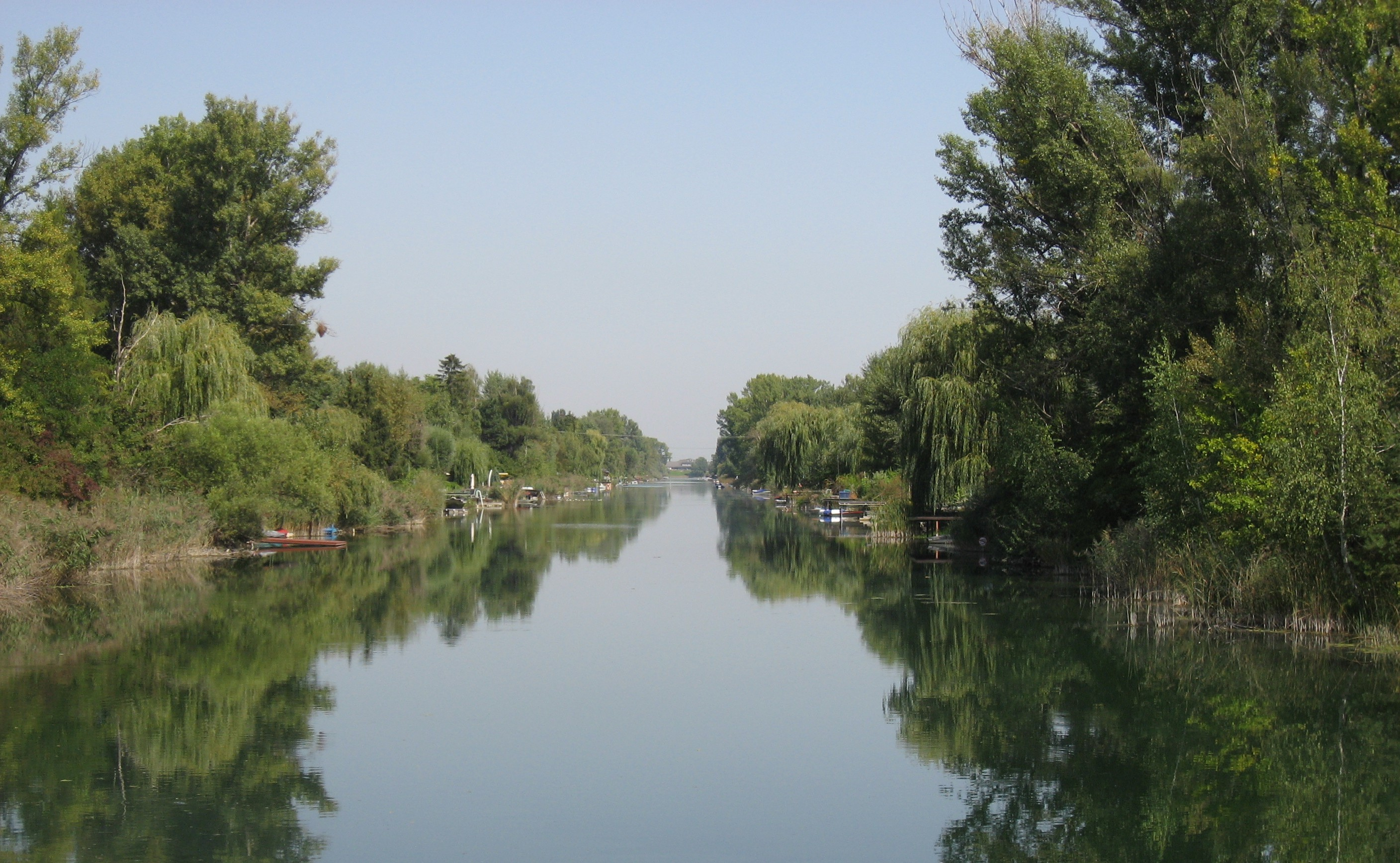
Kanał Odra – Dunaj w Wiedniu (w dzielnicy Donaustadt) wybudowany w latach 1939–1943. Możliwy do wykorzystania jako fragment D-O-L
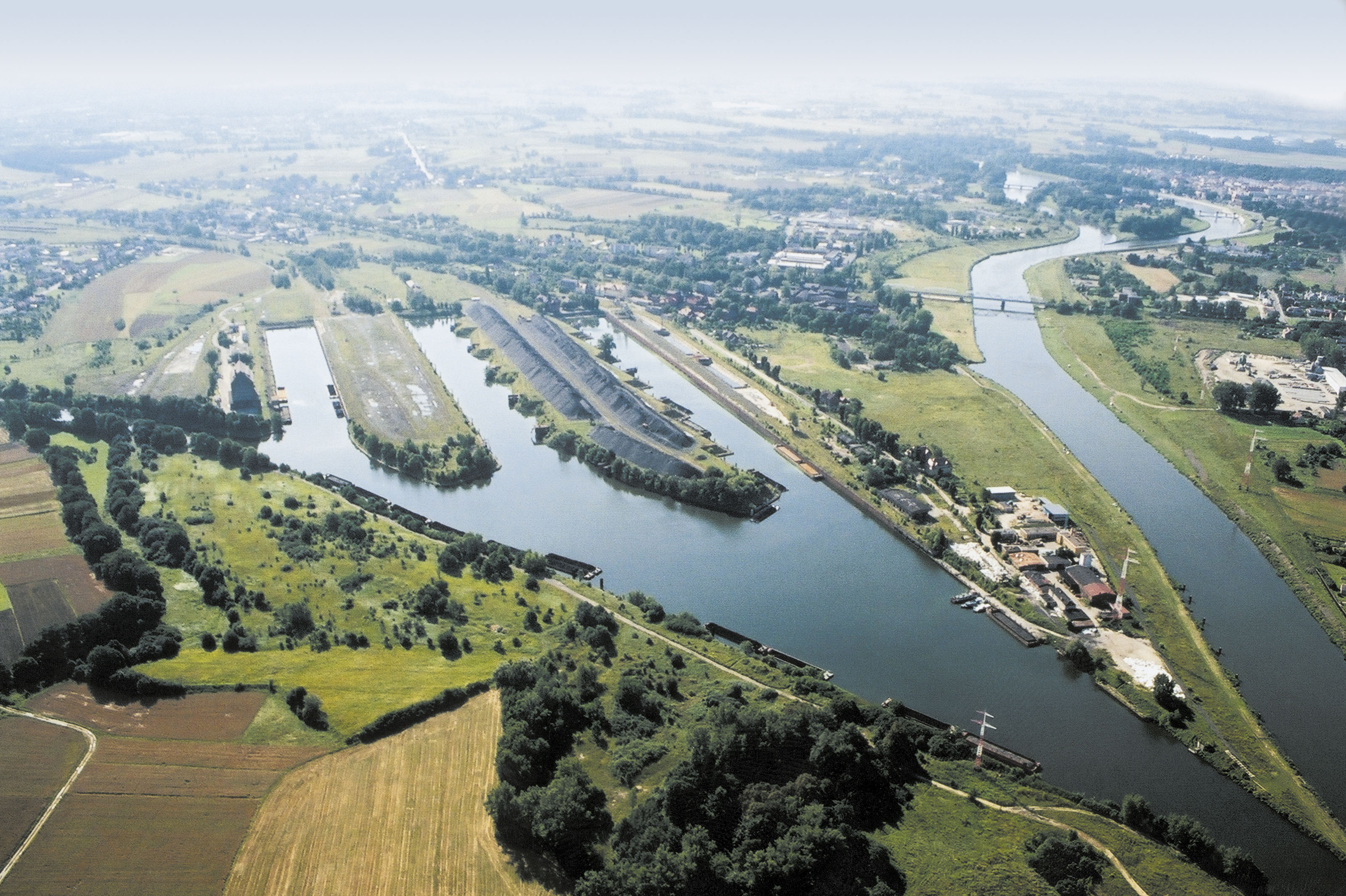
Początek Kanału Gliwickiego na Odrze w Kędzierzynie-Koźlu
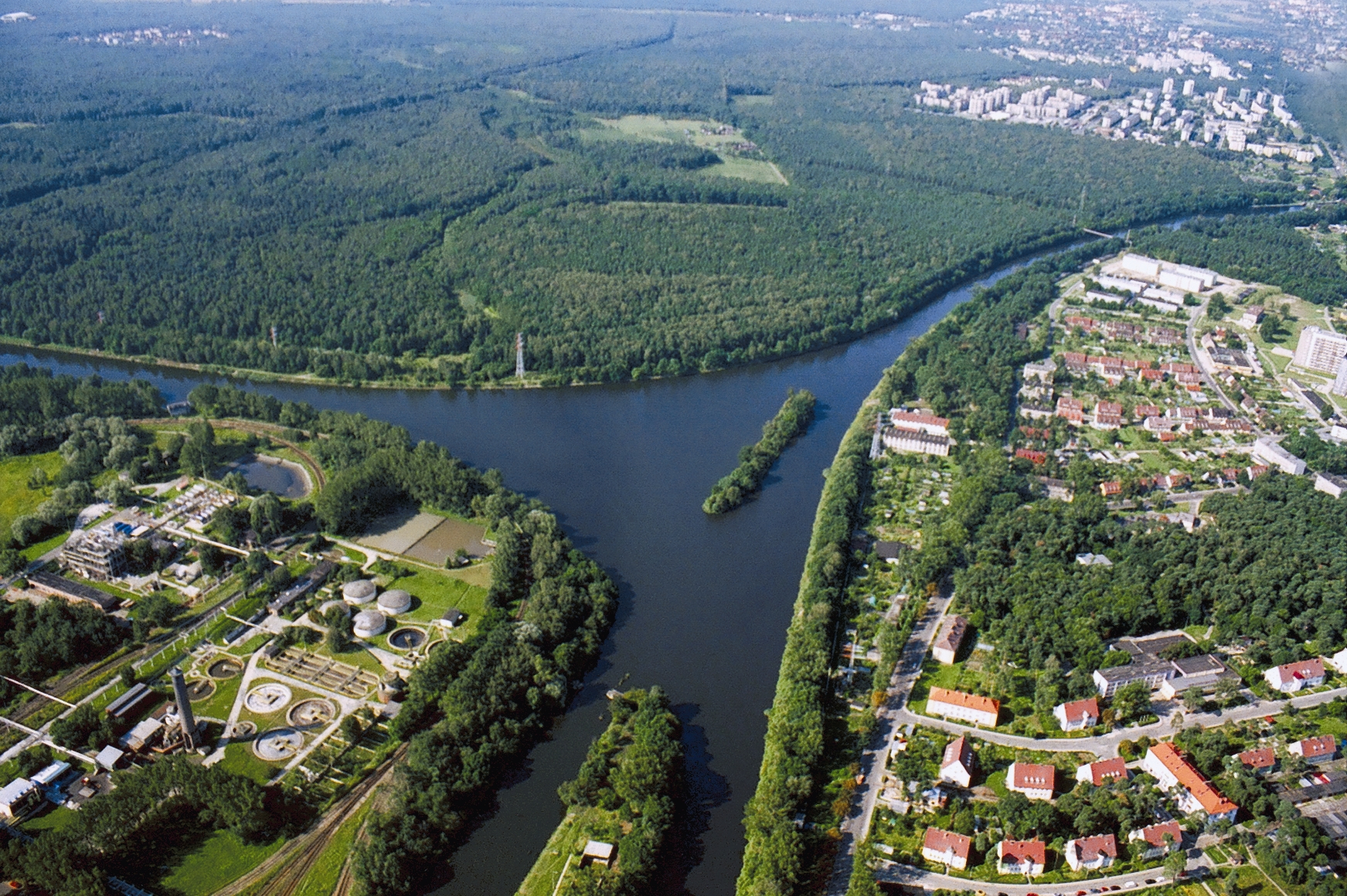
Miejsce połączenia Kanału Gliwickiego z Kanałem Kędzierzyńskim. Początek kanału Odra – Dunaj wybudowanego w latach 1939–1943
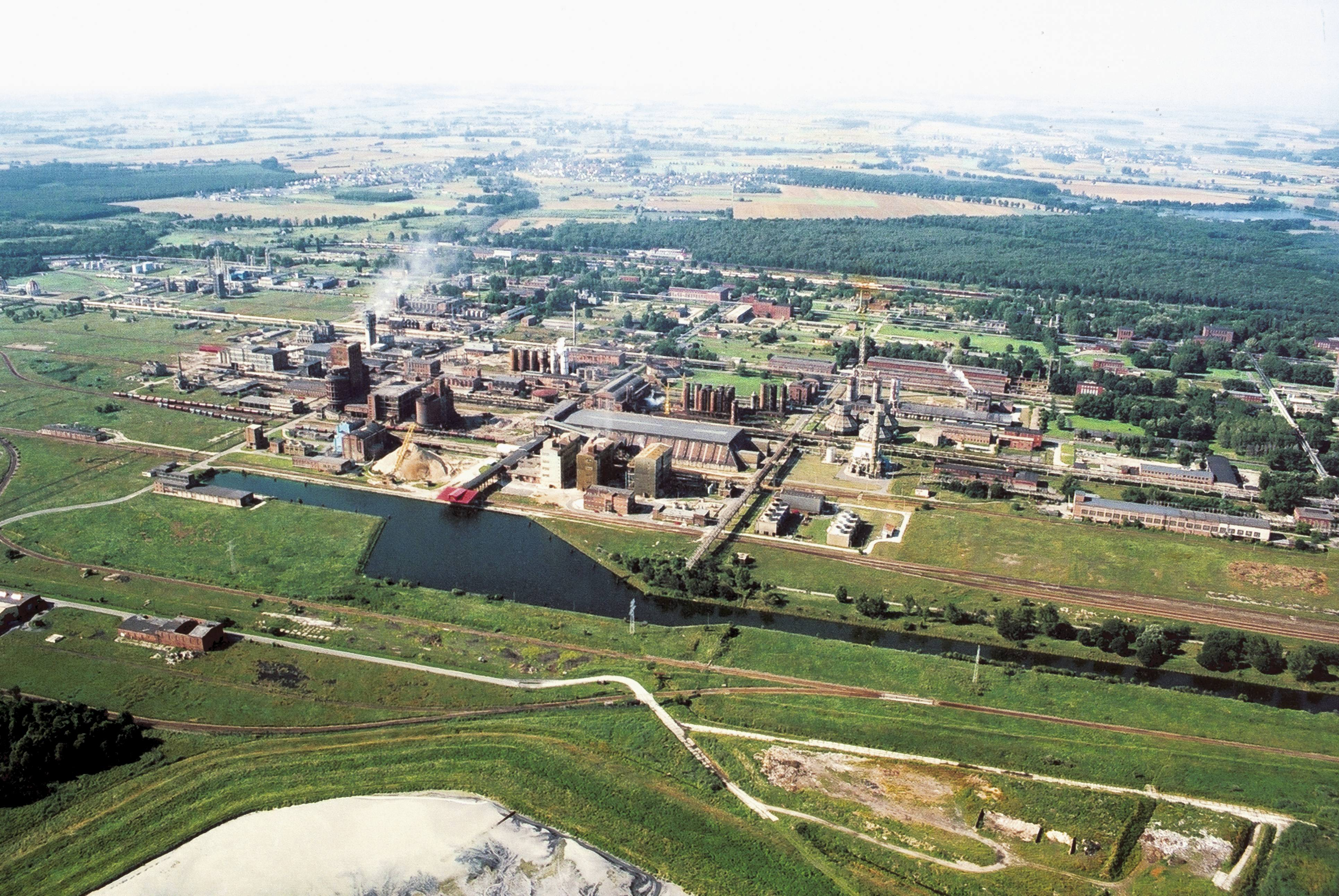
Koniec Kanału Kędzierzyńskiego wybudowanego w latach 1939–1970. Pierwotnie część kanału Odra – Dunaj
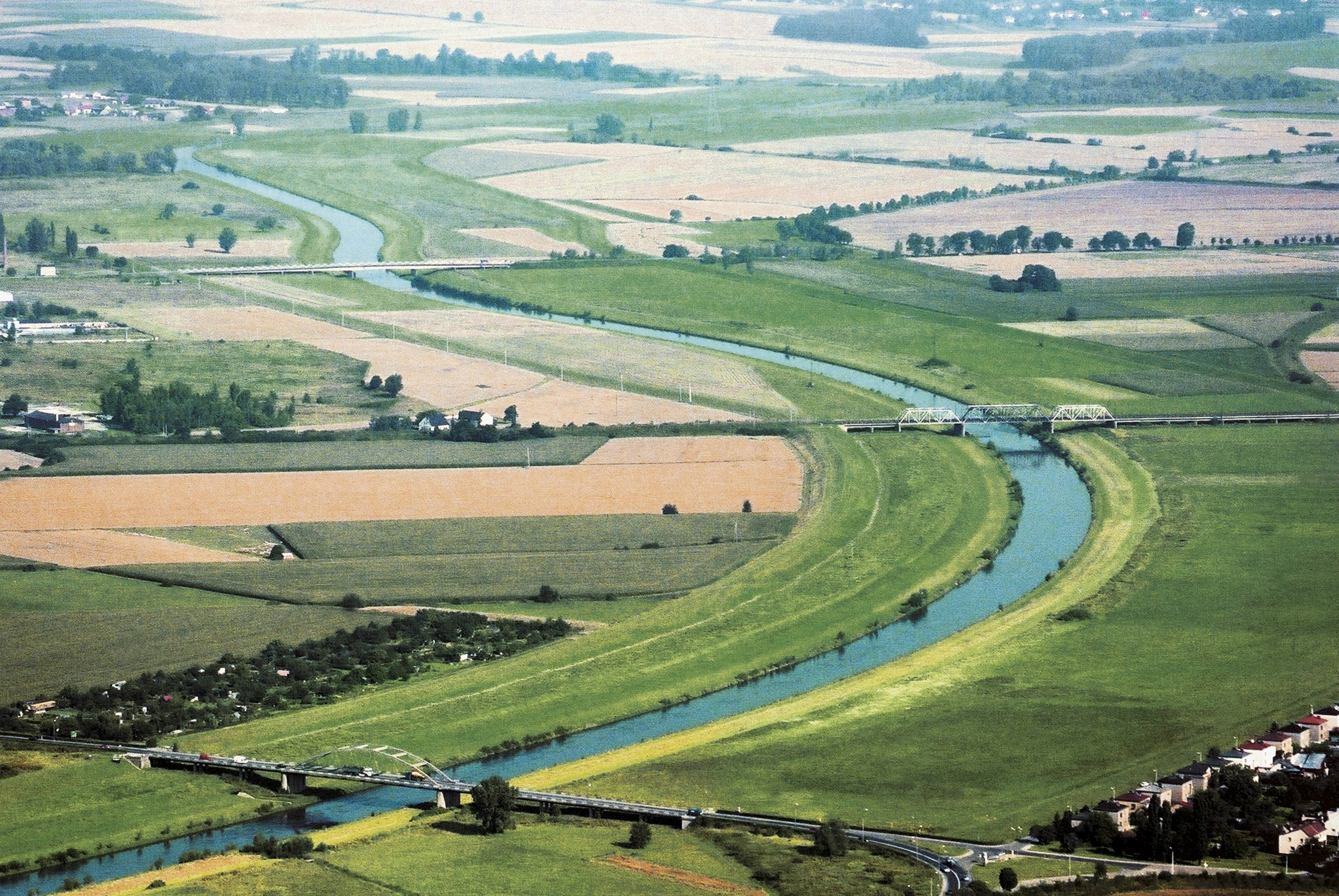
Kanał Ulga w Raciborzu, planowany fragment D-O-L
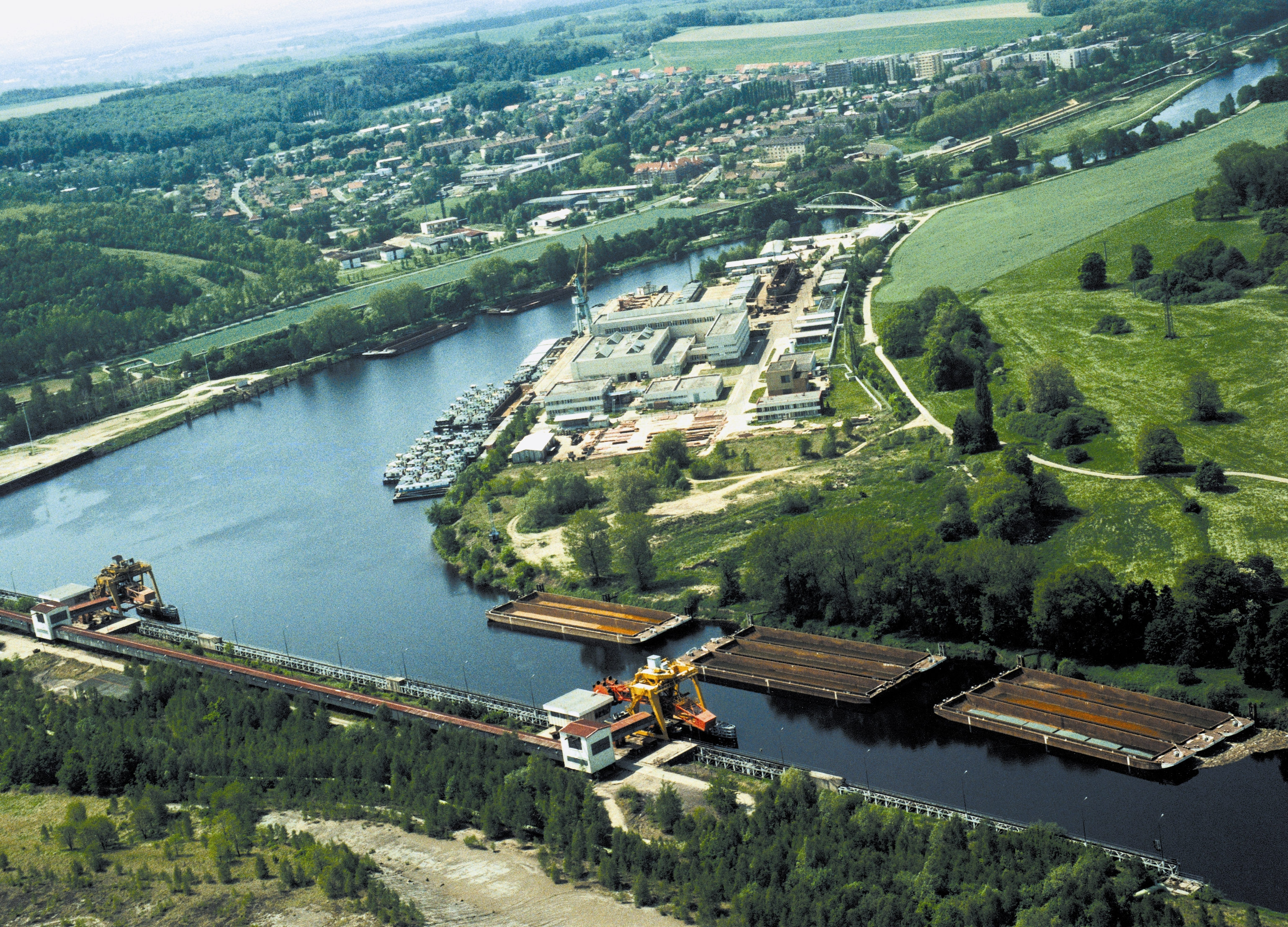
Port w Chvaleticach, ostatni port na Łabie
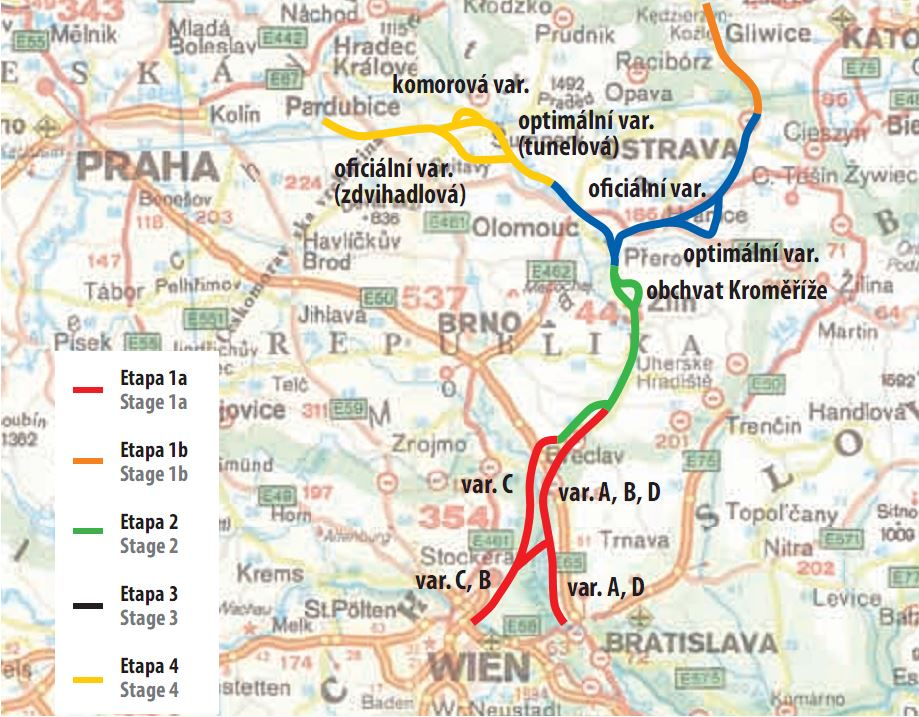
Mapa wariantów kanału